# Microscopio

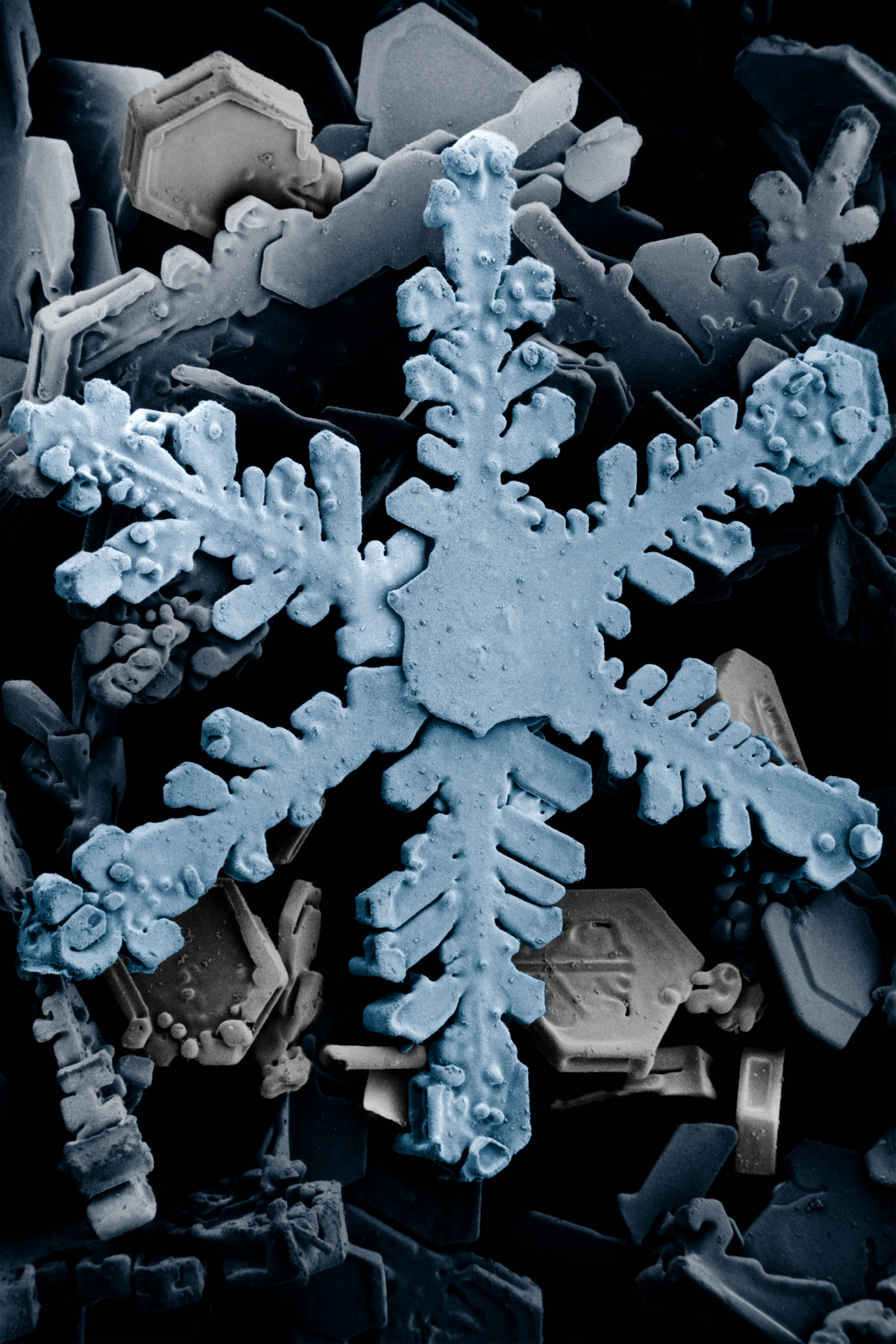
Cristales de nieve observados con un microscopio electrónico de barrido y coloreados artificialmente.

El microscopio (del griego μικρός micrós, ‘pequeño’, y σκοπέω scopéo, ‘mirar’) es una herramienta que permite observar objetos, que son demasiado pequeños para ser observados a simple vista. El tipo más común y el primero que fue inventado es el microscopio óptico. Se trata de un instrumento que contiene dos lentes que permiten obtener una imagen aumentada del objeto y que funciona por refracción.  La ciencia que investiga los objetos pequeños utilizando este instrumento se llama microscopía.
Hay muchos tipos de microscopios, y pueden agruparse de diferentes maneras. Una de ellas es describir el método que utiliza un instrumento para interactuar con una muestra y producir imágenes, ya sea enviando un haz de luz o electrones a través de una muestra en su trayectoria óptica, detectando las emisiones de fotones de una muestra, o escaneando a través y a corta distancia de la superficie de una muestra utilizando una sonda. El microscopio más común (y el primero que se inventó) es el microscopio óptico, que utiliza lentes para refractar la luz visible que pasa a través de una muestra finamente seccionada para producir una imagen observable. Otros tipos importantes de microscopios son el microscopio de fluorescencia, el microscopio electrónico (tanto el microscopio electrónico de transmisión como el de barrido) y varios tipos de microscopios de sonda de barrido.

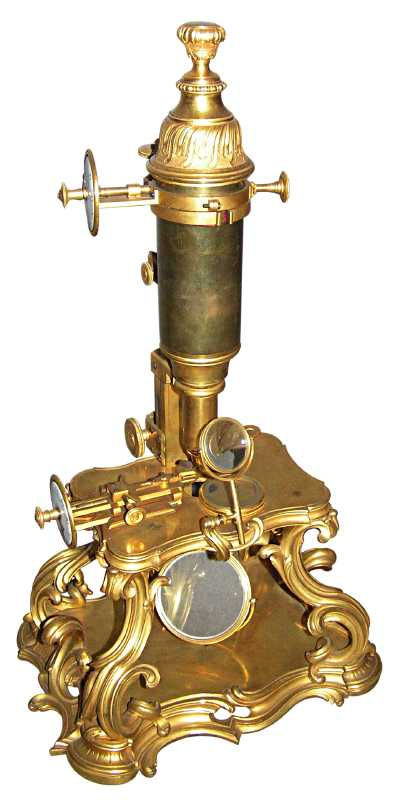
Microscopio compuesto fabricado hacia 1751 por Magny. Proviene del laboratorio del duque de Chaulnes y pertenece al Museo de Artes y Oficios, París.

## Historia
Aunque los objetos que se asemejan a las lentes se remontan a hace 4.000 años y hay relatos griegos sobre las propiedades ópticas de las esferas llenas de agua (siglo V a. C.), seguidos de muchos siglos de escritos sobre óptica, el primer uso conocido de los microscopios simples (lupas) se remonta al uso generalizado de las lentes en las gafas en el siglo XIII. Los primeros ejemplos conocidos de microscopios compuestos, que combinan una lente objetiva cerca del espécimen con un lente ocular para ver una imagen real, aparecieron en Europa alrededor de 1620. El inventor es desconocido, aunque se han hecho muchas afirmaciones a lo largo de los años. Varias giran en torno a los centros de fabricación de gafas en los Países Bajos, incluyendo afirmaciones de que fue inventado en 1590 por Zacharias Janssen (afirmación hecha por su hijo) o por el padre de Zacharias, Hans Martens, o por ambos, afirma que fue inventado por su vecino y rival fabricante de gafas, Hans Lippershey (que solicitó la primera patente de telescopio en 1608), y afirma que fue inventado por el expatriado Cornelis Drebbel, de quien se sabe que tenía una versión en Londres en 1619. Galileo Galilei (también citado a veces como inventor del microscopio compuesto) parece haber descubierto después de 1610 que podía enfocar de cerca su telescopio para ver objetos pequeños y, tras ver un microscopio compuesto construido por Drebbel expuesto en Roma en 1624, construyó su propia versión mejorada. Giovanni Faber acuñó el nombre de microscopio para el microscopio compuesto que Galileo presentó a la Accademia dei Lincei en 1625 (Galileo lo había llamado occhiolino, 'ojo pequeño'). 

### El surgimiento de los microscopios ópticos modernos

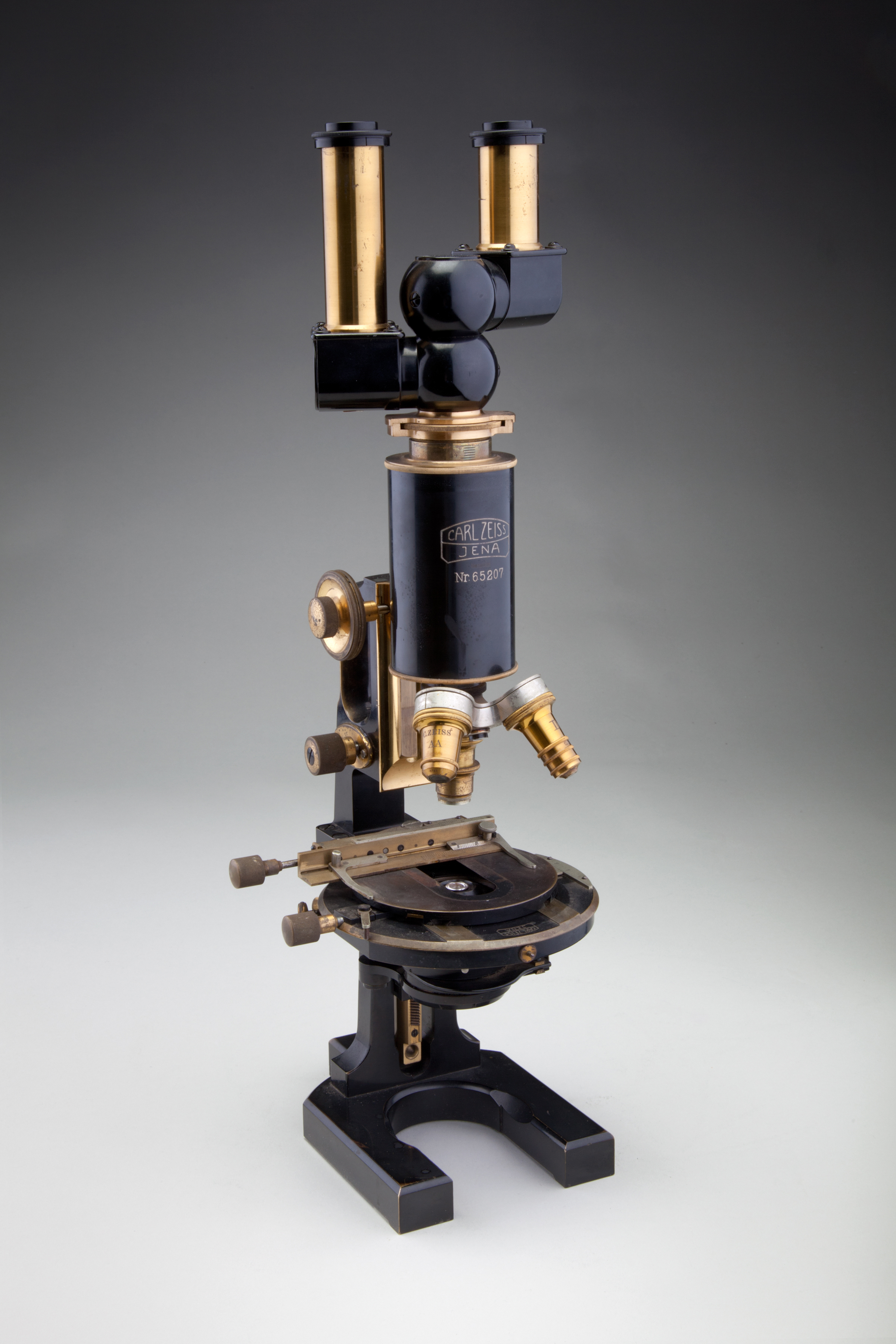
Microscopio compuesto binocular Carl Zeiss, 1914

El primer relato detallado de la anatomía microscópica de los tejidos orgánicos basado en el uso de un microscopio no apareció hasta 1644, en la obra de Giambattista Odierna L'occhio della mosca, o El ojo de la mosca.
El microscopio siguió siendo en gran medida una novedad hasta las décadas de 1660 y 1670, cuando los naturalistas de Italia, los Países Bajos e Inglaterra empezaron a utilizarlo para estudiar la biología. El científico italiano Marcello Malpighi, llamado el padre de la histología por algunos historiadores de la biología, comenzó su análisis de las estructuras biológicas con los pulmones. La publicación en 1665 de la Micrographia de Robert Hooke tuvo una gran repercusión, sobre todo por sus impresionantes ilustraciones. Una contribución importante fue la de Antonie van Leeuwenhoek, que consiguió un aumento de hasta 300 veces utilizando un sencillo microscopio de una sola lente. Colocó una lente esférica de vidrio muy pequeña entre los orificios de dos placas metálicas remachadas entre sí, y con una aguja ajustable mediante tornillos para montar el espécimen. A continuación, Van Leeuwenhoek redescubrió los glóbulos rojos (después de Jan Swammerdam) y los espermatozoides, y contribuyó a popularizar el uso de los microscopios para ver la ultraestructura biológica. El 9 de octubre de 1676, Van Leeuwenhoek comunicó el descubrimiento de los microorganismos.
En 1665 aparece en la obra de William Harvey sobre la circulación sanguínea al mirar al microscopio los capilares sanguíneos, y Robert Hooke publicó su obra Micrographia. 
En 1665 Robert Hooke observó con un lente un delgado corte de corcho y notó que el material era poroso; contenía cavidades poco profundas a modo de celditas a las que llamó células. Se trataba de la primera observación de células muertas. Unos años más tarde, Marcello Malpighi, anatomista y biólogo italiano, observó células vivas. Fue el primero en estudiar tejidos vivos al microscopio.
A mediados del siglo XVII el neerlandés Anton van Leeuwenhoek, utilizando microscopios simples de fabricación propia, describió por primera vez protozoos, bacterias, espermatozoides y glóbulos rojos. El microscopista Leeuwenhoek, sin ninguna preparación científica, puede considerarse el fundador de la bacteriología. Tallaba él mismo sus lupas, sobre pequeñas esferas de cristal, cuyos diámetros no alcanzaban el milímetro (su campo de visión era muy limitado, de décimas de milímetro). Con estas pequeñas distancias focales alcanzaba los 275 aumentos. Observó los glóbulos de la sangre, las bacterias y los protozoos; examinó por primera vez los glóbulos rojos y descubrió que el semen contiene espermatozoides. Durante su vida no reveló sus métodos secretos, y a su muerte, en 1723, 26 de sus aparatos fueron cedidos a la Royal Society de Londres.
Durante el siglo XVIII continuó el progreso y se lograron objetivos acromáticos por la asociación de Chris Neros y Flint Crown, obtenidos en 1740 por H. M. Hall y mejorados por John Dollond. De esta época son los estudios efectuados por Isaac Newton y Leonhard Euler. En el siglo XIX, al descubrirse que la dispersión y la refracción se podían modificar con combinaciones adecuadas de dos o más medios ópticos, se lanzan al mercado objetivos acromáticos excelentes.
Durante el siglo XVIII el microscopio tuvo diversos adelantos mecánicos que aumentaron su estabilidad y su facilidad de uso, aunque no se desarrollaron por el momento mejoras ópticas. Las mejoras más importantes de la óptica surgieron en 1877, cuando Ernst Abbe publicó su teoría del microscopio y, por encargo de Carl Zeiss, mejoró la microscopía de inmersión sustituyendo el agua por aceite de cedro, lo que permite obtener aumentos de 2000. A principios de los años 1930 se había alcanzado el límite teórico para los microscopios ópticos, no consiguiendo estos aumentos superiores a 500X o 1000X. Sin embargo, existía un deseo científico de observar los detalles de las estructuras celulares (núcleo, mitocondria, etc.).
El microscopio electrónico de transmisión (TEM) fue el primer tipo de microscopio electrónico desarrollado. Utiliza un haz de electrones en vez de luz para enfocar la muestra, consiguiendo aumentos de 100.000X. Fue desarrollado por Max Knoll y Ernst Ruska en Alemania en 1931. Posteriormente, en 1942 se desarrolla el microscopio electrónico de barrido.

### Microscopios de fluorescencia
Véase también: microscopio de fluorescencia, inmunofluorescencia y microscopio confocal

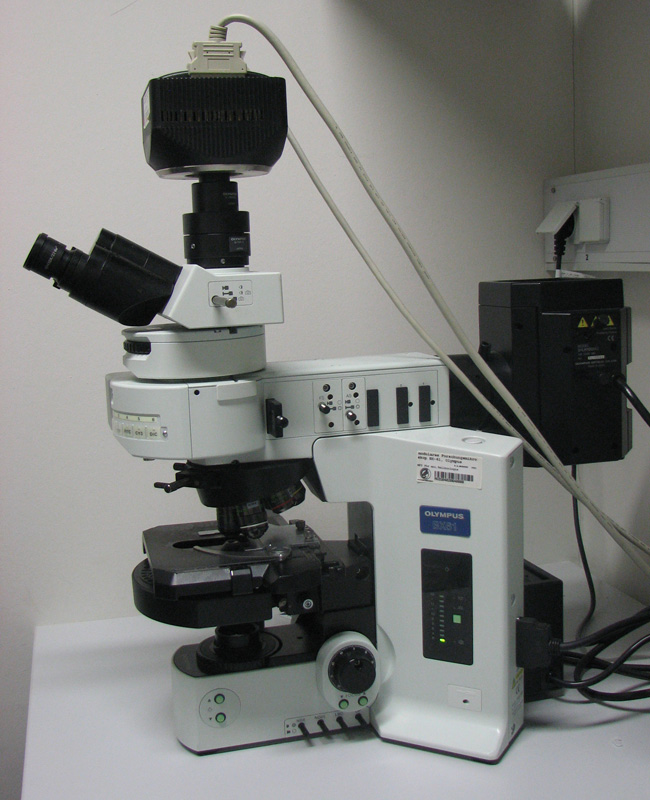
Microscopio de fluorescencia con la torreta del cubo de filtros sobre las lentes del objetivo, acoplada a una cámara.

Los desarrollos más recientes del microscopio de luz se centran en gran medida en el auge de la microscopía de fluorescencia en biología. Durante las últimas décadas del siglo XX, especialmente en la era postgenómica, se desarrollaron muchas técnicas para la tinción fluorescente de las estructuras celulares. Los principales grupos de técnicas implican la tinción química dirigida de estructuras celulares concretas, por ejemplo, el compuesto químico DAPI para marcar el ADN, el uso de anticuerpos conjugados con reporteros fluorescentes, véase la inmunofluorescencia, y las proteínas fluorescentes, como la proteína verde fluorescente. Estas técnicas utilizan estos diferentes fluoróforos para el análisis de la estructura celular a nivel molecular tanto en muestras vivas como fijas.

### Microscopios de superresolución
Gran parte de la investigación actual (a principios del siglo XXI) sobre técnicas de microscopía óptica se centra en el desarrollo del análisis de superresolución de muestras marcadas con fluorescencia. La iluminación estructurada puede mejorar la resolución en torno a dos o cuatro veces y técnicas como la microscopía de agotamiento de la emisión estimulada (STED) se están acercando a la resolución de los microscopios electrónicos. Esto ocurre porque el límite de difracción se produce a partir de la luz o la excitación, lo que hace que la resolución deba duplicarse para llegar a la superresolución. Stefan Hell fue galardonado con el Premio Nobel de Química 2014 por el desarrollo de la técnica STED, junto con Eric Betzig y William Moerner que adaptaron la microscopía de fluorescencia para la visualización de moléculas individuales.

### Microscopios de rayos X
Artículo principal: Microscopio de rayos X
Los microscopios de rayos X son instrumentos que utilizan la radiación electromagnética, normalmente en la banda de los rayos X blandos, para obtener imágenes de los objetos. Los avances tecnológicos en la óptica de las lentes de rayos X a principios de la década de 1970 convirtieron este instrumento en una opción viable para la obtención de imágenes. Suelen utilizarse en tomografía (véase tomografía microcomputada) para producir imágenes tridimensionales de objetos, incluidos los materiales biológicos que no han sido fijados químicamente. Actualmente se está investigando para mejorar la óptica de los rayos X duros, que tienen mayor poder de penetración.

## Tipos de microscopios
- Microscopio simple
- Microscopio óptico
- Microscopio estereoscópico
- Microscopio de luz ultravioleta
- Microscopio electrónico
- Microscopio de campo oscuro
- Microscopio de contraste de fases
- Microscopio confocal
- Microscopio de iones en campo
- Microscopio de sonda de barrido
- Microscopio de efecto túnel
- Microscopio de fuerza atómica
- Microscopio virtual
- Estereomicroscopio
- Microscopio compuesto